# Colloid and Polymer Science
Colloid and Polymer Science (abrégé en Colloid Polym. Sci.) est une revue scientifique mensuelle à comité de lecture qui publie des articles concernant la chimie dans les domaines des colloïdes et des polymères.
D'après le Journal Citation Reports, le facteur d'impact de ce journal était de 1,931 en 2020. Actuellement, les directeurs de publication sont Christine M. Papadakis (Université Technique de Munich, Allemagne) et Yu Zhu (Université d'Akron, USA).

## Histoire
Au cours de son histoire, le journal a plusieurs fois changé de nom:
- Zeitschrift für Chemie und Industrie der Kolloide, 1906-1913, vol. 1-12  (ISSN 0372-820X)
- Kolloid Zeitschrift, 1913-1961, vol. 13-179  (ISSN 0368-6590)
- Kolloid-Zeitschrift & Zeitschrift für Polymere, 1962-1973, vol. 180-251  (ISSN 0023-2904)
- Colloid and Polymer Science, 1974-en cours, vol. 252-en cours  (ISSN 0303-402X)